# IFK Norrköping 2020
Säsongen 2020 var IFK Norrköpings 80:e säsong och 9:e raka i Allsvenskan. De tävlade i Allsvenskan 2020 och Svenska cupen 2019/2020. Efter gruppspelet i Svenska cupen infördes restriktioner på grund av den rådande Covid-19-pandemin, och Allsvenskan sköts upp till mitten av juni och spelades då utan publik.

## Spelare

### Spelartruppen 2020
| Nr | Land      | Pos | Namn               |
| -- | --------- | --- | ------------------ |
| 1  | Sverige   | MV  | Isak Pettersson    |
| 2  | Sverige   | F   | Henrik Castegren   |
| 3  | Danmark   | F   | Rasmus Lauritsen°  |
| 4  | Luxemburg | F   | Lars Krogh Gerson  |
| 5  | Sverige   | A   | Christoffer Nyman  |
| 6  | Sverige   | MF  | Eric Smith         |
| 7  | Sverige   | MF  | Alexander Fransson |
| 8  | Sverige   | A   | Linus Hallenius*   |
| 9  | Sverige   | MF  | Maic Sema          |
| 10 | Sverige   | MF  | Jonathan Levi      |
| 11 | Sverige   | F   | Christopher Telo   |
| 13 | Nigeria   | MF  | Ishaq Abdulrazak   |
| 14 | Albanien  | F   | Egzon Binaku       |
| 15 | Sverige   | A   | Carl Björk°        |
| 16 | Sverige   | A   | Pontus Almqvist°   |

| Nr | Land                    | Pos | Namn                      |
| -- | ----------------------- | --- | ------------------------- |
| 17 | Sverige                 | MF  | Kristoffer Khazeni        |
| 17 | Sverige                 | MF  | Theodore Rask°            |
| 20 | Honduras                | F   | Kevin Álvarez             |
| 21 | Sverige                 | MF  | Simon Thern               |
| 23 | Sverige                 | MF  | Andreas Blomqvist         |
| 25 | Sverige                 | F   | Filip Dagerstål           |
| 26 | Island                  | F   | Oliver Stefánsson         |
| 27 | Island                  | MF  | Ísak Bergmann Jóhannesson |
| 28 | Sverige                 | F   | Linus Wahlqvist*          |
| 29 | Sverige                 | MV  | Julius Lindgren           |
| 30 | Sverige                 | MV  | Felix Jakobsson°          |
| 31 | Bosnien och Hercegovina | MV  | Vladimir Sudar*°          |
| 77 | Sverige                 | MF  | Manasse Kusu              |
| 99 | Montenegro              | A   | Sead Hakšabanović         |

° Spelaren lämnade klubben under pågående säsong.

* Spelaren anslöt till klubben under pågående säsong.

### Utlånade spelare
| Nr | Land    | Pos | Namn                                              |
| -- | ------- | --- | ------------------------------------------------- |
| 17 | Sverige | F   | Theodore Rask (i IF Sylvia)                       |
| 15 | Sverige | A   | Carl Björk (i Trelleborgs FF från 4 augusti 2020) |

| Nr | Land    | Pos | Namn                          |
| -- | ------- | --- | ----------------------------- |
| 30 | Sverige | MV  | Felix Jakobsson (i IF Sylvia) |

### Övergångar

#### Spelare in vinter
| Nr | Land    | Pos | Namn                                  |
| -- | ------- | --- | ------------------------------------- |
| 10 | Sverige | MF  | Jonathan Levi (från Rosenborgs BK)    |
| 13 | Nigeria | MF  | Ishaq Abdulrazak (från Unity Academy) |

| Nr | Land       | Pos | Namn                                     |
| -- | ---------- | --- | ---------------------------------------- |
| 6  | Sverige    | MF  | Eric Smith (från KAA Gent) (lån)         |
| 99 | Montenegro | A   | Sead Hakšabanović (från West Ham United) |
| 30 | Sverige    | MV  | Felix Jakobsson (från Torns IF)          |

#### Spelare ut vinter
| Nr | Land    | Pos | Namn                                    |
| -- | ------- | --- | --------------------------------------- |
|    | Sverige | A   | Kalle Holmberg (kontrakt upphör)        |
|    | Island  | MF  | Guðmundur Þórarinsson (kontrakt upphör) |
|    | Finland | A   | Simon Skrabb (till Brescia)             |
|    | Danmark | F   | Kasper Larsen (till Odense BK)          |

| Nr | Land       | Pos | Namn                                                          |
| -- | ---------- | --- | ------------------------------------------------------------- |
|    | Egypten    | MF  | Alexander Jakobsen (till Sarpsborg 08)                        |
|    | Island     | F   | Alfons Sampsted (till FK Bodø/Glimt)                          |
|    | Costa Rica | F   | Ian Smith (fotbollsspelare) (till Liga Deportiva Alajuelense) |

#### Spelare in sommar
| Nr | Land    | Pos | Namn                            |
| -- | ------- | --- | ------------------------------- |
| 8  | Sverige | A   | Linus Hallenius (från APOEL FC) |

| Nr | Land    | Pos | Namn                                  |
| -- | ------- | --- | ------------------------------------- |
| 28 | Sverige | F   | Linus Wahlqvist (från Dynamo Dresden) |

#### Spelare ut sommar
| Nr | Land    | Pos | Namn                                  |
| -- | ------- | --- | ------------------------------------- |
|    | Danmark | F   | Rasmus Lauritsen (till Dinamo Zagreb) |

| Nr | Land    | Pos | Namn                             |
| -- | ------- | --- | -------------------------------- |
|    | Sverige | A   | Pontus Almqvist (till FC Rostov) |

## Resultat

### Träningsmatcher
| 1     | 25 januari 2020 | Sarpsborg 08 FF | 1 – 2           | IFK Norrköping                     | Sarpsborg Stadion |                  |
| 15:00 | 15:00           | Abdellaoue 46′  | (0 – 1) Rapport | Björk 24′ Bergmann Jóhannesson 70′ | Sarpsborg, Norge  | Sarpsborg, Norge |
| 15:00 | 15:00           |                 |                 |                                    | Sarpsborg, Norge  | Sarpsborg, Norge |
| 15:00 | 15:00           |                 |                 |                                    | Sarpsborg, Norge  | Sarpsborg, Norge |

| 2     | 31 januari 2020 | IFK Norrköping | 0 – 1           | Brøndby IF               | Estadio da Nora     |                     |
| 17:00 | 17:00           |                | (0 – 2) Rapport | Gammelby 34′ Hedlund 67′ | Ferreiras, Portugal | Ferreiras, Portugal |
| 17:00 | 17:00           |                |                 |                          | Ferreiras, Portugal | Ferreiras, Portugal |
| 17:00 | 17:00           |                |                 |                          | Ferreiras, Portugal | Ferreiras, Portugal |

| 3     | 3 februari 2020 | IFK Norrköping | 0 – 0 (3 – 1 efter straffar) | FC Köpenhamn | Estadio da Nora     |                     |
| 14:30 | 14:30           |                | (0 – 0) Rapport              |              | Ferreiras, Portugal | Ferreiras, Portugal |
| 14:30 | 14:30           |                |                              |              | Ferreiras, Portugal | Ferreiras, Portugal |
| 14:30 | 14:30           |                |                              |              | Ferreiras, Portugal | Ferreiras, Portugal |

| 4     | 7 februari 2020 | IFK Norrköping | 1 – 2           | Vålerenga             | Estadio da Nora     |                     |
| 20:00 | 20:00           | Björk 24′      | (1 – 1) Rapport | Dønnum 22′ Camara 47′ | Ferreiras, Portugal | Ferreiras, Portugal |
| 20:00 | 20:00           |                |                 |                       | Ferreiras, Portugal | Ferreiras, Portugal |
| 20:00 | 20:00           |                |                 |                       | Ferreiras, Portugal | Ferreiras, Portugal |

| 5     | 14 februari 2020 | IFK Norrköping                                                      | 4 – 2           | Breiðablik UBK              | Nya Parken |            |
| 14:00 | 14:00            | Bergmann Jóhannesson 5′ Björk 13′ Hakšabanović 25′ Krogh Gerson 61′ | (3 – 1) Rapport | Mikkelsen 45′ Einarsson 55′ | Norrköping | Norrköping |
| 14:00 | 14:00            |                                                                     |                 |                             | Norrköping | Norrköping |
| 14:00 | 14:00            |                                                                     |                 |                             | Norrköping | Norrköping |

| 6     | 18 februari 2020 | IFK Norrköping                       | 3 – 1           | Jönköpings Södra IF | Nya Parken |            |
| 19:00 | 19:00            | Hakšabanović 51′ Nyman 68′ Thern 74′ | (0 – 0) Rapport | Zeidan 90′          | Norrköping | Norrköping |
| 19:00 | 19:00            |                                      |                 |                     | Norrköping | Norrköping |
| 19:00 | 19:00            |                                      |                 |                     | Norrköping | Norrköping |

| 7     | 2 mars 2020 | IFK Norrköping                              | 4 – 0           | Linköping City | Nya Parken |            |
| 18:45 | 18:45       | Aziz 44′, 65′ Karic 55′ Onoseke-Longadi 75′ | (1 – 0) Rapport |                | Norrköping | Norrköping |
| 18:45 | 18:45       |                                             |                 |                | Norrköping | Norrköping |
| 18:45 | 18:45       |                                             |                 |                | Norrköping | Norrköping |

### Allsvenskan

#### Ligatabell
| Nr | Lag                 | S  | V  | O  | F  | GM | IM | MS  | P  |
| -- | ------------------- | -- | -- | -- | -- | -- | -- | --- | -- |
| 1  | Malmö FF            | 30 | 17 | 9  | 4  | 64 | 30 | +34 | 60 |
| 2  | IF Elfsborg         | 30 | 12 | 15 | 3  | 49 | 38 | +11 | 51 |
| 3  | BK Häcken           | 30 | 12 | 13 | 5  | 45 | 29 | +16 | 49 |
| 4  | Djurgårdens IF (RM) | 30 | 14 | 6  | 10 | 48 | 33 | +15 | 48 |
| 5  | Mjällby AIF (U)     | 30 | 13 | 8  | 9  | 48 | 44 | +4  | 47 |
| 6  | IFK Norrköping      | 30 | 13 | 7  | 10 | 60 | 46 | +14 | 46 |
| 7  | Örebro SK           | 30 | 12 | 6  | 12 | 37 | 41 | −4  | 42 |
| 8  | Hammarby IF         | 30 | 10 | 11 | 9  | 47 | 47 | 0   | 41 |
| 9  | AIK                 | 30 | 10 | 9  | 11 | 30 | 33 | −3  | 39 |
| 10 | IK Sirius           | 30 | 9  | 11 | 10 | 43 | 51 | −8  | 38 |
| 11 | Varbergs BoIS (U)   | 30 | 10 | 7  | 13 | 45 | 44 | +1  | 37 |
| 12 | IFK Göteborg        | 30 | 7  | 13 | 10 | 35 | 41 | −6  | 34 |
| 13 | Östersunds FK       | 30 | 8  | 9  | 13 | 27 | 46 | −19 | 33 |
| 14 | Kalmar FF           | 30 | 6  | 10 | 14 | 30 | 49 | −19 | 28 |
| 15 | Helsingborgs IF     | 30 | 5  | 11 | 14 | 33 | 48 | −15 | 26 |
| 16 | Falkenbergs FF      | 30 | 5  | 9  | 16 | 33 | 54 | −21 | 24 |

#### Matcher
| 1     | 14 juni 2020 | IFK Norrköping            | 2 – 1           | Kalmar FF   | Nya Parken           |                      |
| 17:30 | 17:30        | Hakšabanović 4′ Nyman 57′ | (1 – 1) Rapport | Romário 38′ | Norrköping Publik: 0 | Norrköping Publik: 0 |
| 17:30 | 17:30        |                           |                 |             | Norrköping Publik: 0 | Norrköping Publik: 0 |
| 17:30 | 17:30        |                           |                 |             | Norrköping Publik: 0 | Norrköping Publik: 0 |

| 2     | 17 juni 2020 | AIK        | 1 – 4           | IFK Norrköping                                       | Friends Arena   |                 |
| 19:00 | 19:00        | Goitom 88′ | (0 – 4) Rapport | Thern 5′ Castegren 9′ Lauritsen 29′ Krogh Gerson 32′ | Solna Publik: 0 | Solna Publik: 0 |
| 19:00 | 19:00        |            |                 |                                                      | Solna Publik: 0 | Solna Publik: 0 |
| 19:00 | 19:00        |            |                 |                                                      | Solna Publik: 0 | Solna Publik: 0 |

| 3     | 21 juni 2020 | IFK Norrköping                   | 3 – 0           | Djurgårdens IF | Nya Parken           |                      |
| 14:30 | 14:30        | Nyman 20′ Lauritsen 38′ Levi 83′ | (2 – 0) Rapport |                | Norrköping Publik: 0 | Norrköping Publik: 0 |
| 14:30 | 14:30        |                                  |                 |                | Norrköping Publik: 0 | Norrköping Publik: 0 |
| 14:30 | 14:30        |                                  |                 |                | Norrköping Publik: 0 | Norrköping Publik: 0 |

| 4     | 27 juni 2020 | Östersunds FK        | 2 – 4           | IFK Norrköping                                | Jämtkraft Arena     |                     |
| 15:00 | 15:00        | Kroon 35′ Kadiri 51′ | (1 – 1) Rapport | Nyman 45+1′, 69′ Thern 90′ Hakšabanović 90+5′ | Östersund Publik: 0 | Östersund Publik: 0 |
| 15:00 | 15:00        |                      |                 |                                               | Östersund Publik: 0 | Östersund Publik: 0 |
| 15:00 | 15:00        |                      |                 |                                               | Östersund Publik: 0 | Östersund Publik: 0 |

| 5     | 1 juli 2020 | IFK Norrköping  | 1 – 1           | IF Elfsborg          | Nya Parken           |                      |
| 19:00 | 19:00       | Lauritsen 90+2′ | (0 – 1) Rapport | Lauritsen 34′ (sjm.) | Norrköping Publik: 0 | Norrköping Publik: 0 |
| 19:00 | 19:00       |                 |                 |                      | Norrköping Publik: 0 | Norrköping Publik: 0 |
| 19:00 | 19:00       |                 |                 |                      | Norrköping Publik: 0 | Norrköping Publik: 0 |

| 6     | 6 juli 2020 | IFK Norrköping                                           | 3 – 1           | IFK Göteborg         | Nya Parken           |                      |
| 19:00 | 19:00       | Bergmann Jóhannesson 26′ Krogh Gerson 75′ Almqvist 90+4′ | (1 – 0) Rapport | Karlsson Lagemyr 72′ | Norrköping Publik: 0 | Norrköping Publik: 0 |
| 19:00 | 19:00       |                                                          |                 |                      | Norrköping Publik: 0 | Norrköping Publik: 0 |
| 19:00 | 19:00       |                                                          |                 |                      | Norrköping Publik: 0 | Norrköping Publik: 0 |

| 7     | 13 juli 2020 | Malmö FF  | 1 – 1           | IFK Norrköping | Eleda Stadion   |                 |
| 19:00 | 19:00        | Rieks 36′ | (1 – 0) Rapport | Almqvist 88′   | Malmö Publik: 0 | Malmö Publik: 0 |
| 19:00 | 19:00        |           |                 |                | Malmö Publik: 0 | Malmö Publik: 0 |
| 19:00 | 19:00        |           |                 |                | Malmö Publik: 0 | Malmö Publik: 0 |

| 8     | 16 juli 2020 | IFK Norrköping             | 2 – 0           | Örebro SK | Nya Parken           |                      |
| 19:00 | 19:00        | Hakšabanović 70′ Nyman 81′ | (0 – 0) Rapport |           | Norrköping Publik: 0 | Norrköping Publik: 0 |
| 19:00 | 19:00        |                            |                 |           | Norrköping Publik: 0 | Norrköping Publik: 0 |
| 19:00 | 19:00        |                            |                 |           | Norrköping Publik: 0 | Norrköping Publik: 0 |

| 9     | 19 juli 2020 | IK Sirius                             | 4 – 2           | IFK Norrköping           | Studenternas IP   |                   |
| 15:00 | 15:00        | Sugita 24′, 64′ Saeid 52′ Vecchia 67′ | (1 – 1) Rapport | Nyman 34′ Abdulrazak 84′ | Uppsala Publik: 0 | Uppsala Publik: 0 |
| 15:00 | 15:00        |                                       |                 |                          | Uppsala Publik: 0 | Uppsala Publik: 0 |
| 15:00 | 15:00        |                                       |                 |                          | Uppsala Publik: 0 | Uppsala Publik: 0 |

| 10    | 22 juli 2020 | IFK Norrköping          | 2 – 0           | Varbergs BoIS | Nya Parken           |                      |
| 19:00 | 19:00        | Nyman 29′ Lauritsen 52′ | (1 – 0) Rapport |               | Norrköping Publik: 0 | Norrköping Publik: 0 |
| 19:00 | 19:00        |                         |                 |               | Norrköping Publik: 0 | Norrköping Publik: 0 |
| 19:00 | 19:00        |                         |                 |               | Norrköping Publik: 0 | Norrköping Publik: 0 |

| 11    | 26 juli 2020 | Falkenbergs FF                            | 3 – 3           | IFK Norrköping                           | Falcon Alkoholfri Arena |                      |
| 14:30 | 14:30        | Carlsson 23′ Sylisufaj 31′ Söderström 89′ | (2 – 0) Rapport | Almqvist 58′ Levi 68′ Hakšabanović 90+5′ | Falkenberg Publik: 0    | Falkenberg Publik: 0 |
| 14:30 | 14:30        |                                           |                 |                                          | Falkenberg Publik: 0    | Falkenberg Publik: 0 |
| 14:30 | 14:30        |                                           |                 |                                          | Falkenberg Publik: 0    | Falkenberg Publik: 0 |

| 12    | 3 augusti 2020 | IFK Norrköping   | 1 – 1           | Mjällby AIF | Nya Parken           |                      |
| 17:30 | 17:30          | Hakšabanović 55′ | (0 – 0) Rapport | Ogbu 62′    | Norrköping Publik: 0 | Norrköping Publik: 0 |
| 17:30 | 17:30          |                  |                 |             | Norrköping Publik: 0 | Norrköping Publik: 0 |
| 17:30 | 17:30          |                  |                 |             | Norrköping Publik: 0 | Norrköping Publik: 0 |

| 13    | 6 augusti 2020 | BK Häcken          | 2 – 1           | IFK Norrköping | Bravida Arena      |                    |
| 19:00 | 19:00          | Søderlund 16′, 63′ | (1 – 0) Rapport | Lauritsen 88′  | Göteborg Publik: 0 | Göteborg Publik: 0 |
| 19:00 | 19:00          |                    |                 |                | Göteborg Publik: 0 | Göteborg Publik: 0 |
| 19:00 | 19:00          |                    |                 |                | Göteborg Publik: 0 | Göteborg Publik: 0 |

| 14    | 10 augusti 2020 | Helsingborgs IF                  | 3 – 2           | IFK Norrköping                       | Olympia               |                       |
| 19:00 | 19:00           | van den Hurk 9′, 22′ Jönsson 80′ | (2 – 1) Rapport | Fransson 3′ Bergmann Jóhannesson 62′ | Helsingborg Publik: 0 | Helsingborg Publik: 0 |
| 19:00 | 19:00           |                                  |                 |                                      | Helsingborg Publik: 0 | Helsingborg Publik: 0 |
| 19:00 | 19:00           |                                  |                 |                                      | Helsingborg Publik: 0 | Helsingborg Publik: 0 |

| 15    | 13 augusti 2020 | IFK Norrköping   | 1 – 2           | Hammarby IF                 | Nya Parken           |                      |
| 19:00 | 19:00           | Krogh Gerson 51′ | (0 – 1) Rapport | Björklund 16′ Khalili 90+5′ | Norrköping Publik: 0 | Norrköping Publik: 0 |
| 19:00 | 19:00           |                  |                 |                             | Norrköping Publik: 0 | Norrköping Publik: 0 |
| 19:00 | 19:00           |                  |                 |                             | Norrköping Publik: 0 | Norrköping Publik: 0 |

| 16    | 17 augusti 2020 | IFK Göteborg         | 1 – 3           | IFK Norrköping                 | Gamla Ullevi       |                    |
| 19:00 | 19:00           | Karlsson Lagemyr 61′ | (0 – 2) Rapport | Nyman 4′ Almqvist 30′ Levi 76′ | Göteborg Publik: 0 | Göteborg Publik: 0 |
| 19:00 | 19:00           |                      |                 |                                | Göteborg Publik: 0 | Göteborg Publik: 0 |
| 19:00 | 19:00           |                      |                 |                                | Göteborg Publik: 0 | Göteborg Publik: 0 |

| 17    | 24 augusti 2020 | IFK Norrköping | 0 – 1           | BK Häcken     | Nya Parken           |                      |
| 19:00 | 19:00           |                | (0 – 0) Rapport | Bengtsson 73′ | Norrköping Publik: 0 | Norrköping Publik: 0 |
| 19:00 | 19:00           |                |                 |               | Norrköping Publik: 0 | Norrköping Publik: 0 |
| 19:00 | 19:00           |                |                 |               | Norrköping Publik: 0 | Norrköping Publik: 0 |

| 18    | 30 augusti 2020 | Örebro SK                         | 4 – 3           | IFK Norrköping                       | Behrn Arena      |                  |
| 17:30 | 17:30           | Hümmet 29′, 39′, 90+3′ Besara 57′ | (2 – 2) Rapport | Lauritsen 33′ Nyman 57′ Almqvist 59′ | Örebro Publik: 0 | Örebro Publik: 0 |
| 17:30 | 17:30           |                                   |                 |                                      | Örebro Publik: 0 | Örebro Publik: 0 |
| 17:30 | 17:30           |                                   |                 |                                      | Örebro Publik: 0 | Örebro Publik: 0 |

| 19    | 10 september 2020 | IFK Norrköping     | 2 – 2           | Östersunds FK                     | Nya Parken           |                      |
| 19:00 | 19:00             | Levi 27′ Nyman 60′ | (1 – 0) Rapport | Turgott 73′ Poppler Isherwood 79′ | Norrköping Publik: 0 | Norrköping Publik: 0 |
| 19:00 | 19:00             |                    |                 |                                   | Norrköping Publik: 0 | Norrköping Publik: 0 |
| 19:00 | 19:00             |                    |                 |                                   | Norrköping Publik: 0 | Norrköping Publik: 0 |

| 20    | 14 september 2020 | Kalmar FF | 0 – 2           | IFK Norrköping                     | Guldfågeln Arena |                  |
| 19:00 | 19:00             |           | (0 – 2) Rapport | Bergmann Jóhannesson 28′ Nyman 38′ | Kalmar Publik: 0 | Kalmar Publik: 0 |
| 19:00 | 19:00             |           |                 |                                    | Kalmar Publik: 0 | Kalmar Publik: 0 |
| 19:00 | 19:00             |           |                 |                                    | Kalmar Publik: 0 | Kalmar Publik: 0 |

| 21    | 20 september 2020 | IFK Norrköping | 1 – 1           | Malmö FF     | Nya Parken           |                      |
| 17:30 | 17:30             | Fransson 1′    | (0 – 0) Rapport | Brorsson 50′ | Norrköping Publik: 0 | Norrköping Publik: 0 |
| 17:30 | 17:30             |                |                 |              | Norrköping Publik: 0 | Norrköping Publik: 0 |
| 17:30 | 17:30             |                |                 |              | Norrköping Publik: 0 | Norrköping Publik: 0 |

| 22    | 27 september 2020 | Djurgårdens IF | 1 – 2           | IFK Norrköping          | Tele2 Arena         |                     |
| 17:30 | 17:30             | Kujović 78′    | (0 – 1) Rapport | Wahlqvist 64′ Nyman 57′ | Stockholm Publik: 0 | Stockholm Publik: 0 |
| 17:30 | 17:30             |                |                 |                         | Stockholm Publik: 0 | Stockholm Publik: 0 |
| 17:30 | 17:30             |                |                 |                         | Stockholm Publik: 0 | Stockholm Publik: 0 |

| 23    | 4 oktober 2020 | IFK Norrköping | 1 – 2           | IK Sirius            | Nya Parken           |                      |
| 17:30 | 17:30          | Nyman 37′      | (1 – 1) Rapport | Sugita 38′ Saeid 56′ | Norrköping Publik: 0 | Norrköping Publik: 0 |
| 17:30 | 17:30          |                |                 |                      | Norrköping Publik: 0 | Norrköping Publik: 0 |
| 17:30 | 17:30          |                |                 |                      | Norrköping Publik: 0 | Norrköping Publik: 0 |

| 24    | 18 oktober 2020 | Varbergs BoIS | 1 – 3           | IFK Norrköping     | Påskbergsvallen   |                   |
| 17:30 | 17:30           | Selmani 45+1′ | (1 – 2) Rapport | Levi 25′, 38′, 71′ | Varberg Publik: 0 | Varberg Publik: 0 |
| 17:30 | 17:30           |               |                 |                    | Varberg Publik: 0 | Varberg Publik: 0 |
| 17:30 | 17:30           |               |                 |                    | Varberg Publik: 0 | Varberg Publik: 0 |

| 25    | 26 oktober 2020 | IFK Norrköping         | 2 – 2           | AIK                    | Nya Parken           |                      |
| 19:00 | 19:00           | Levi 46′ Castegren 50′ | (0 – 1) Rapport | Goitom 26′ Larsson 87′ | Norrköping Publik: 0 | Norrköping Publik: 0 |
| 19:00 | 19:00           |                        |                 |                        | Norrköping Publik: 0 | Norrköping Publik: 0 |
| 19:00 | 19:00           |                        |                 |                        | Norrköping Publik: 0 | Norrköping Publik: 0 |

| 26    | 1 november 2020 | IF Elfsborg          | 2 – 1           | IFK Norrköping   | Borås Arena     |                 |
| 14:30 | 14:30           | Olsson 24′ Frick 69′ | (1 – 1) Rapport | Hakšabanović 11′ | Borås Publik: 0 | Borås Publik: 0 |
| 14:30 | 14:30           |                      |                 |                  | Borås Publik: 0 | Borås Publik: 0 |
| 14:30 | 14:30           |                      |                 |                  | Borås Publik: 0 | Borås Publik: 0 |

| 27    | 7 november 2020 | Mjällby AIF            | 2 – 0           | IFK Norrköping | Strandvallen       |                    |
| 15:00 | 15:00           | Ogbu 37′ Bergström 90′ | (1 – 0) Rapport |                | Hällevik Publik: 0 | Hällevik Publik: 0 |
| 15:00 | 15:00           |                        |                 |                | Hällevik Publik: 0 | Hällevik Publik: 0 |
| 15:00 | 15:00           |                        |                 |                | Hällevik Publik: 0 | Hällevik Publik: 0 |

| 28    | 23 november 2020 | IFK Norrköping                     | 4 – 1           | Falkenbergs FF | Nya Parken           |                      |
| 19:00 | 19:00            | Nyman 21′, 32′, 34′ Abdulrazak 68′ | (3 – 1) Rapport | Chibuike 2′    | Norrköping Publik: 0 | Norrköping Publik: 0 |
| 19:00 | 19:00            |                                    |                 |                | Norrköping Publik: 0 | Norrköping Publik: 0 |
| 19:00 | 19:00            |                                    |                 |                | Norrköping Publik: 0 | Norrköping Publik: 0 |

| 29    | 30 november 2020 | Hammarby IF | 0 – 1           | IFK Norrköping | Tele2 Arena          |                      |
| 19:00 | 19:00            |             | (0 – 1) Rapport | Nyman 40′      | Norrköping Publik: 0 | Norrköping Publik: 0 |
| 19:00 | 19:00            |             |                 |                | Norrköping Publik: 0 | Norrköping Publik: 0 |
| 19:00 | 19:00            |             |                 |                | Norrköping Publik: 0 | Norrköping Publik: 0 |

| 30    | 6 december 2020 | IFK Norrköping                      | 3 – 4           | Helsingborgs IF                                         | Nya Parken           |                      |
| 14:30 | 14:30           | Levi 36′ Nyman 12′ Hakšabanović 24′ | (3 – 4) Rapport | Timossi Andersson 2′ van den Hurk 17′, 21′ Svensson 43′ | Norrköping Publik: 0 | Norrköping Publik: 0 |
| 14:30 | 14:30           |                                     |                 |                                                         | Norrköping Publik: 0 | Norrköping Publik: 0 |
| 14:30 | 14:30           |                                     |                 |                                                         | Norrköping Publik: 0 | Norrköping Publik: 0 |

### Svenska cupen 2019/2020

#### Gruppspel
| Nr | Lag            | S | V | O | F | GM | IM | MS | P |
| -- | -------------- | - | - | - | - | -- | -- | -- | - |
| 1  | Falkenbergs FF | 3 | 2 | 0 | 1 | 4  | 2  | +2 | 6 |
| 2  | IFK Norrköping | 3 | 2 | 0 | 1 | 3  | 2  | +1 | 6 |
| 3  | Halmstads BK   | 3 | 1 | 0 | 2 | 2  | 3  | −1 | 3 |
| 4  | Tvååkers IF    | 3 | 1 | 0 | 2 | 4  | 6  | −2 | 3 |

| GS    | 23 februari 2020 | IFK Norrköping | 1 – 0           | Halmstads BK | Nya Parken               |                          |
| 14:30 | 14:30            | Carl Björk 38′ | (1 – 0) Rapport |              | Norrköping Publik: 3 012 | Norrköping Publik: 3 012 |
| 14:30 | 14:30            |                |                 |              | Norrköping Publik: 3 012 | Norrköping Publik: 3 012 |
| 14:30 | 14:30            |                |                 |              | Norrköping Publik: 3 012 | Norrköping Publik: 3 012 |

| GS    | 1 mars 2020 | Tvååkers IF                | 2 – 1           | IFK Norrköping | Övrevi IP           |                     |
| 12:30 | 12:30       | Adolfsson 69′ Svensson 86′ | (0 – 1) Rapport | Carl Björk 41′ | Tvååker Publik: 356 | Tvååker Publik: 356 |
| 12:30 | 12:30       |                            |                 |                | Tvååker Publik: 356 | Tvååker Publik: 356 |
| 12:30 | 12:30       |                            |                 |                | Tvååker Publik: 356 | Tvååker Publik: 356 |

| GS    | 7 mars 2021 | IFK Norrköping   | 1 – 0           | Falkenbergs FF | Nya Parken               |                          |
| 16:30 | 16:30       | Hakšabanović 68′ | (0 – 0) Rapport |                | Norrköping Publik: 2 585 | Norrköping Publik: 2 585 |
| 16:30 | 16:30       |                  |                 |                | Norrköping Publik: 2 585 | Norrköping Publik: 2 585 |
| 16:30 | 16:30       |                  |                 |                | Norrköping Publik: 2 585 | Norrköping Publik: 2 585 |

### Svenska cupen 2020/2021

#### Kvalomgång
| Omgång 2 | 8 augusti 2020 | Gottne IF | 0 – 6           | IFK Norrköping                                     | Haraldsängen      |                   |
| 15:00    | 15:00          |           | (0 – 3) Rapport | Álvarez 12′, 54′ Nyman 15′, 41′, 58′ Wahlqvist 79′ | Gottne Publik: 49 | Gottne Publik: 49 |
| 15:00    | 15:00          |           |                 |                                                    | Gottne Publik: 49 | Gottne Publik: 49 |
| 15:00    | 15:00          |           |                 |                                                    | Gottne Publik: 49 | Gottne Publik: 49 |